# هاكسينشا
هاكسينشا (باليابانية: 株式会社白泉社) هي شركة نشر يابانية. تأسست في 1 ديسمبر 1973 ويقع مقرها في حي تشيودا في طوكيو. تقوم الشركة أساساً بنشر مجلات المانغا بمختلف الأنواع.

## الأنواع الفنية
- يوري
- ياوي
- مانغا جوسيه
- مانغا سينن
- مانغا شوجو

## المانغا التي قامت بنشرها
- أنا وأخي
- كوكب ملك الوحوش
- كاري كانو
- سلة الفاكهة
- هوتاروبي نو موري إي
- نادي مضيفي ثانوية أوران
- أكاديمية أليس
- فارس مصاص الدماء
- ميد ساما!
- ناتسومي وكتاب الأصدقاء
- أكاتسكي نو يونا

## وصلات خارجية
- الموقع الرسمي